# مهدي الفضل
	مهدي احمد الفضل لاعب كرة قدم سعودي و يلعب في خط الوسط في نادي النجوم.

## مسيرة اللاعب
لعب سابقاً في الفئات السنية في نادي هجر و لعب بعدها مع نادي الأخدود ونادي العمران ونادي الروضة ونادي مضر ونادي النجوم.